# Hymna Ugandy
Hymna Ugandy je píseň Oh Uganda, Land of Beauty (Oh Uganda, may God uphold thee). Text i hudbu složil George Wilberforce Kakoma. Hymna byla přijata roku 1962 k příležitosti vyhlášení nezávislosti Ugandy na Spojeném království. Hymna Ugandy je nejkratší hymna na světě (má pouhých 9 taktů a trvá 22 sekund), proto se příležitostně hraje dvakrát.

## Oficiální text
Oh Uganda! may God uphold thee,
We lay our future in thy hand.
United, free,
For liberty
Together we'll always stand.
Oh Uganda! the land of freedom.

Our love and labour we give,
And with neighbours all
At our country's call
In peace and friendship we'll live.
Oh Uganda! the land that feeds us
By sun and fertile soil grown.
For our own dear land,
We'll always stand,
The Pearl of Africa's Crown.